# Grand Theft Auto: Vice City Stories
Grand Theft Auto: Vice City Stories (GTA: Vice City Stories або GTA: VCS) — пригодницька відеогра у жанрі бойовика з елементами аркадного автосимулятора та свободою пересування по ігровому світу. Розроблена у співпраці між Rockstar Leeds і Rockstar North та видана компанією Rockstar Games. Це десята за рахунком і п'ята тривимірна гра серії Grand Theft Auto. Вийшла 24 листопада 2006 року для PlayStation Portable і 17 січня 2007 року для PlayStation 2. Події гри розгортаються у вигаданому місті Вайс-Сіті в 1984 році за два роки до подій гри Grand Theft Auto: Vice City.

## Ігровий процес

GTA: Vice City Stories

Загальна структура ґеймплею схожа з іншими частинами серії Grand Theft Auto.
Ігровий процес складається з елементів шутера від третьої особи та гоночної гри, надаючи гравцю відкритий простір для пересування. Пішки персонаж може ходити, бігати, плавати (лише обмежений час) і стрибати, а також використовувати зброю та ближній бій. Окрім цього, гравець може управляти різними транспортними засобами, у тому числі автомобілями, катерами, літаками, гелікоптерами та мотоциклами.
Відкрите нелінійне середовище дає гравцям можливість обирати спосіб проходження гри. Хоча сюжетні місії необхідні для повного завершення сюжетної частини гри і для розблокування деяких районів міста та інших речей, вони не обов'язкові, тому гравці можуть проходити їх, коли забажають. У вільний від місій час, гравці можуть вільно пересуватися містом і досліджувати його.
Також гравець може виконувати різні побічні місії. Традиційні побічні місії з минулих ігор серії залишились, але були трохи оновлені та розширені. Повністю новою місією став «Пляжний патруль», в якій Віктор (головний герой) повинен зупиняти байкерів, кидати рятувальні круги та надавати першу допомогу пораненим на пляжі.
Одним з ключових елементів ґеймплея у Vice City Stories є «кримінальна імперія». Можливість об'єднує ідеї «власності» з Grand Theft Auto: Vice City та «війн банд» з Grand Theft Auto: San Andreas. Для того, щоб заробити гроші, гравець повинен відкривати і завідувати різними підприємствами, які можна відняти у ворожих банд — тип підприємства може варіюватися від рекету та проституції до контрабанди та наркоторгівлі; тип та масштабу бізнесу повністю залежить від бажання гравця.
Дуже була оновлена бойова система. Система прицілювання була перероблена так, щоб спершу цілитися у ворогів, що становлять загрозу або атакують гравця, а не у пішоходів. Найбільші зміни стосуються бойової системи ближнього бою: тепер можна робити захвати, кидки, вивертати шиї і стояти на ворогах, якщо ті лежать на землі.
Також тепер гравець може дати хабара лікарям або поліцейським для того, щоб залишити зброю після смерті чи арешту.
Стандартна система прихованих пакунків повернулася у вигляді 99 повітряних кульок, що літають у місті. Це є посиланням до пісні «99 Luftballons» співачки Nena, яку можна було почути на радіо у Grand Theft Auto: Vice City.

## Сюжет
1984 рік. Капрала Віктора Венса переводять служити на військову базу міста. Віктор потрапляє під командування сержанта Джеррі Мартінеса, тісно пов'язаного з криміналом. Сержант спочатку просить Віктора зробити йому пару послуг через які його звільняють зі збройних сил.
Вік вирушив до єдиного на той момент знайомому в місті — Філа Кессіді. Філ знайомить Віка зі своїм бізнесом (торгівлею зброєю і виготовленням, продажем напою «Boomshine») і зі своїми ворогами (мексиканське угруповання Чолло). Під час виконання одного із завдань Філ і Віктор потрапляють в засідку, організовану людьми Мартінеса, з якої насилу вибираються .
Філ, довіряючи Віктору, знайомить його зі своєю сестрою Луїзою і з її чоловіком Марті Джей Вільямсом, який може запропонувати Віку роботу. Віктор спочатку допомагає Марті, який займається кришуванням, конфіскацією майна і змістом борделів, в його справах. Луїза, пригноблена приниженнями та образами чоловіка, переїжджає жити до сестри Мері Джо. Однак незабаром Марті викрадає дружину, намагаючись влаштувати її в свій же бордель. Але Вик втручається в драму, рятуючи Луїзу й убивши Марті. Після його смерті всі крапки Марті переходять під управління Віка.
Віктор налагоджує бізнес у місті. Проте незабаром в Вайс Сіті приїжджає його брат, Ленс Венс, який стає правою рукою Віка в управлінні кримінальної імперією. За час співпраці Віктора з кубинцями Ленс познайомився з Брайаном Форбсом. Вік з Ленсом допомагають Форбсу однак, незабаром Ленс з'ясовує, що Форбс — агент Управління боротьби з наркотиками під прикриттям. Обидва брата викрадають Форбса і ховають в надійному місці, але вбивають його при спробі втечі. Вік починає працювати на Умберто Робіну і знищує завод Чолло. Венс випадково дізнаються про угоду з Джеррі Мартінесем. Віктор і Ленс зривають угоду, викравши дві вантажівки з наркотиками і ховаючи їх у новопридбаному маєтку Ленса на Vice Beach. У розмові з Мартінесом, який вимагав свій товар назад, Вик дізнається те, що кокаїн належить братам Мендес і у них з'явилося бажання розібратися з Венс. Після зриву угоди Мартінес вступив в програму захисту свідків. Ленс, знайшовши покупця, разом з Віком направляється на зустріч. Під час відсутності братів, їх мати вкрала у них весь кокаїн і поїхала в невідомому напрямку. Брати Мендес посилають людей для захоплення точок Венс. Але Венс за допомогою Філа, Умберто і найманців відбивають напад, і Мендес пропонують Венс співпрацювати. Мендес вимагають знайти винних у зриві угоди. Віктор виконує доручення Мендесів і знаходить докази тому, що угода була зірвана Мартінесом. Незабаром Віктор повертає наркотики Мендесів.
Незабаром в Вайс-Сіті приїжджає Гонсалес, підручний полковника Хуана Гарсії Кортеса. Гонсалес продає наркотики в обмін на зброю. Віктор спочатку допомагає йому транспортувати товар по морю. Потім Віктор намагається продати невелику партію наркотиків. Гонсалес хотів таким чином привласнити собі трохи наркотиків потайки від полковника. Але на Віктора нападають і відбирають наркотики. Віктор відібрав товар у викрадачів. Але це було останнє завдання Гонсалеса, який заявив, що його дружбі з Віком прийшов кінець. Після зриву відносин з Гонсалесом Віктор знайомиться з колумбійським наркобароном Рікардо Діасом, який ворогує з Гонсалесом. Після розрахунку з Мендес, ті ставлять умову Віктору за яким брати Венс належні виїхати з міста, залишивши всі свої точки Мендес. Після відмови Віктора та Ленса, Мендес починають відкриту ворожнечу з братами. Незабаром, з наміром покінчити з Мендес, Віктор вбиває Армандо Мендеса, який встигає вбити викрадену Луїзу. Незабаром у Діаса з'явився план, як знищити Дієго Мендеса. Віктор за допомогою Філа Кесседі краде військовий вертоліт з військової бази. Вік на вертольоті обстрілює хмарочос де переховувався Дієго Мендес. Вертоліт збивають, але Віктор встигає приземлитися на дах. Він проникає в будівлю, вбиваючи всіх представників клану Мендесів. В цей же час на дах приземлився Джеррі Мартінес. Віктор вбиває і його, і Дієго Мендеса. Незабаром на дах прилітає Ленс і каже, що добув велику партію наркотиків. Віктор просить його залягти на дно і утриматися від великих угод найближчим часом.

## Розробка
10 травня 2006 компанії Rockstar Games і Take-Two Interactive Software офіційно підтвердили факт розробки GTA: Vice City Stories для платформи PlayStation Portable. Вони заявили, що в Північній Америці гра з'явиться на полицях магазинів 17 жовтня 2006 році, а в Європі — 20 жовтня 2006. 12 травня 2006 був створений офіційний сайт гри. А 25 липня 2006 року компанія Rockstar Games представила публіці офіційний бокс-арт гри. 1 серпня 2006 року стали відомі перші факти про гру. Після цього багато великі компанії опублікували своє власне превью. А 18 серпня 2006 з'явилися перші скріншоти з гри. Після цього також з'являлися нові скріншоти. 5 вересня 2006 оновився офіційний сайт гри на якому з'явився перший трейлер гри, а також 14 новинних роликів і 4 відео з кадрами геймплея. 27 вересня 2006 року вийшов другий трейлер гри, 2 відео з кадрами геймплея, 20 скріншотів, а також дати виходу гри в Північній Америці і в Європі були перенесені на 31 жовтня 2006 року і 3 листопада 2006 відповідно. 12 жовтня 2006 американський журнал «PlayStation Magazine» опублікував першу рецензію на гру. Грі була присуджена оцінка 9.5/10 і звання «Гра місяця». 31 жовтня 2006 в Північній Америці, 3 листопада 2006 року в Європі і 10 листопада 2006 року в Австралії та Новій Зеландії гра надійшла в продаж.
7 лютого 2007 GTA: Vice City Stories була анонсована для PlayStation 2. 13 лютого 2007 з'явилися перші скріншоти версії гри для PlayStation 2. 26 лютого 2007 року було оголошено про наявність ексклюзивного ігрового контенту в версії гри для PlayStation 2. 3 березня 2007 з'явився перший трейлер PlayStation 2-версії гри, в якому були показані перші шість місій з гри. 6 березня 2007 версія гри для PlayStation 2 з'явилася у продажу в Північній Америці, а 9 березня в Європі.

## Саундтрек
У грі присутні 9 радіостанцій, 8 з них музичні та 1 розмовна.
- Emotion 98.3 — налічує 17 треків;
- Radio Espantoso — налічує 8 треків;
- Flash FM — налічує 18 треків;
- Fresh 105 — налічує 10 треків;
- Paradise FM — налічує 13 треків;
- VCFL Radio — налічує 11 треків;
- VCPR — налічує 5 треків;
- V-Rock — налічує 13 треків;
- Wave 103 — налічує 15 треків.

## Особливості ігрового процесу

### Угруповання
Vice City ділять між собою чотири домінуючих угруповання:
- Vance Gang — банда, якою управляє гравець. Раніше належала Марті Джей Вільямсу (Marty J'Williams), але після його смерті перейшла до братів Венс — Віку і Ленсу. Область їх діяльності обширна — від рекету до грабежу.
- Cholo — домінуюче мексиканська угруповання в Little Haiti і Little Havana. Спеціалізуються переважно на рекеті. Їх дуже недолюблює кубинська банда (не має кримінальної імперії) під керуванням Умберто Робіни. Після невдалої спроби вбити Альберто Робіну (батька Умберто), у Чоло починаються серйозні неприємності з кубинцями, які закінчуються повним знищенням Cholo.
- Bikers — велике угруповання, що володіє Downtown і Vice Point. Їх основні заняття — наркоторгівля, контрабанда, зміст борделів.
- Sharks  — це найбільша і потужна банда в Вайс Сіті, контролююча 2/3 східного острова (іншою частиною завідують Байкери). Це єдина банда (якщо не вважати бандитів Венса), яка займається грабежами.
Всі перераховані вище угруповання мають ряд точок впливу (всього у місті їх 30). На карті ці точки позначаються у вигляді маленьких будівель різного кольору.
- Trailer Park Mafia — жителі парку трейлерів, банда реднеків на чолі з Marty Jay Williams, управляє великою частиною бідніших спільнот Вайс Сіті, і використовує кілька дрібних бізнесів. Банда бере участь у короткій війні з Cholos, захоплюючи більше бізнесу в Little Haiti. Зі смертю Marty на руках Віктора Венса, банда розформована, оскільки злочинна сім'я Венс взяла під свій контроль всі його операції.

### Бізнес
У Вайс-Сіті реалізовано мережу бізнес-центрів у всіх районах, крім Viceport. На початку гри всі локації зайняті Чоло, Байкерами та Акулами, проте з ними не можна взаємодіяти. Після місії захоплення двох точок банди банди трейлерного парку ця можливість відкривається. Доводиться як атакувати, так і захищати власні будівлі. Деякі бізнеси можуть бути виставлені на продаж (зелений колір). Сині належать кримінальній родині Венсів, жовті — Чоло, темно-сірі — Байкерам і червоні — Акулам. Можливо побудувати три рівні будівель: Small-time, Medium Venture і High-Roller.
Кожна точка спеціалізується на одному з шести видів бізнесу.
- Рекет. Війна за 30 торгових точок по всьому місту. Є три типи ситуацій: захоплення «нічийного магазину» (необхідно знищити майно магазину), атака чужого (нейтралізувати постових біля магазину, розбити товар і відбитися від підкріплення), і захист власного. Також між завданнями за вами може ганятися банда, якій ви завдали шкоди.
- Лихварство. Мета — викрадення автомобілів, мотоциклів або вантажівок із товаром. На кожне викрадення відводиться певний час
- Проституція. Головний герой повинен виконувати роль сутенера, відвозячи дівчат до клієнтів у потрібний термін. Можливі сценарії викрадення дівчини на машині, побиття її клієнтом, відмова виплачувати гроші. У цьому випадку потрібно нагнати шахрая і повернути гроші.
- Наркоторгівля
- Грабіж
- Контрабанда

Віктор щодня в один і той самий час (16:00) отримує гроші на свій рахунок від кожної підвладної йому точки. Чим більша ця точка і чим більше поваги в цьому бізнесі, тим більше грошей. Щоб заробити повагу, Віку необхідно виконати місію, пов'язану з бізнесом (гравець входить у будівлю, що спеціалізується на бізнесі, у якому треба підвищити повагу, підходить до будь-якого представника банди, позначеного синьою стрілкою, і тисне кнопку початку додаткової місії — за замовчуванням у PlayStation2 це R3, а в PSP — кнопка «ВВЕРХ»).

### Безпечні будинки
На початку гри Віктор живе в бараку невеликого розміру на військовій базі. З озброєння є пістолет. Після 3-ї місії він стає недоступним, і одразу ж Філ пропонує Венсу оселитися в будинку в районі Viceport, який був раніше захоплений у Cholos. На відміну від барака, у будинку є гараж на 1 автомобіль і більша площа будинку. Пізніше Віктор отримує будинок-трейлер біля Junkyard з гаражем також на одне місце. При відкритті правого острова стає доступний пентхаус у хмарочосі на заході острова. Там — гараж на 3 машини, власний Little Willie з подвійним кулеметом, а також можливість придбати амфібію. Біля всіх будинків можна знайти зброю за лопнуті червоні повітряні кулі.

## Оцінки та відгуки
| Агрегатор    | Оцінка                      |
| ------------ | --------------------------- |
| GameRankings | (PSP) 85.01 % (PS2) 75.96 % |
| Metacritic   | (PSP) 86/100 (PS2) 75/100   |

| Видання                  | Оцінка                    |
| ------------------------ | ------------------------- |
| 1Up.com                  | A                         |
| Computer and Video Games | 9.0/10 (PSP) 8.3/10 (PS2) |
| Eurogamer                | 8/10 (PSP) 6/10 (PS2)     |
| G4                       | 4/5 зірок                 |
| Game Informer            | 8.5/10                    |
| GameRevolution           | B                         |
| GameSpot                 | 8.4/10 (PSP) 7.2/10 (PS2) |
| GameSpy                  | [ 26 ]                    |
| GamesRadar+              | [ 27 ]                    |
| GameTrailers             | 9.0/10                    |
| IGN                      | 9.0/10 (PSP) 7.5/10 (PS2) |

## Цікаві факти
- Головний герой гри, Віктор Венс — єдиний персонаж в серії ігор GTA, у якого не було за плечима кримінального минулого до моменту початку дій, показаних в грі. Венс увійшов в кримінальний світ для того, щоб фінансово підтримати своїх неблагополучних родичів.
- Це була остання гра в серії, яка використовувала відомі голоси голлівудських акторів. Grand Theft Auto IV має озвучення менш відомих акторів голосу.
- Міжнародний аеропорт в Vice City носить ім'я Пабло Ескобара, одного і найвідоміших і жорстоких наркобаронів і терористів 20 століття.
- Віктор Венс — другий чорношкірий протагоніст в серії після Карла «Сі-Джея» Джонсона.
- Місія «Havana good time» співзвучна з одним рядком у пісні Фредді Мерк'юрі «Don't Stop Me Now»: «Having a good time».